# 杉原美香
杉原 美香（すぎはら みか、1963年6月22日 - ）は、日本の元女子バスケットボール選手である。広島県出身。東芝に所属していた。
全日本メンバーとして1983年の世界選手権に出場した。